# بابلو إينسوا
بابلو إينسوا بلانكو (بالإسبانية: Pablo Insua Blanco) (مواليد 9 سبتمبر 1993 - أرزوا ، إسبانيا) لاعب كرة قدم إسباني ، يجيد اللعب في مركز قلب الدفاع ، ويلعب حاليًا لنادي ليغانيس الإسباني.

## روابط خارجية
- بابلو إينسوا على موقع قاعدة بيانات كرة القدم.إي يو (الإنجليزية)
- بابلو إينسوا على موقع بيانات كرة القدم. دي إي (الألمانية)
- بابلو إينسوا على موقع Soccerbase.com (لاعب) (الإنجليزية)
- بابلو إينسوا على موقع Soccerway.com (الإنجليزية)
- بابلو إينسوا على موقع عالم كرة القدم.نت (الإنجليزية)
- بابلو إينسوا على موقع AS.com (الإسبانية)